# Wahadło torsyjne

Wahadło torsyjne ze sprężyną w postaci drutu poddawanego naprężeniom skręcającym

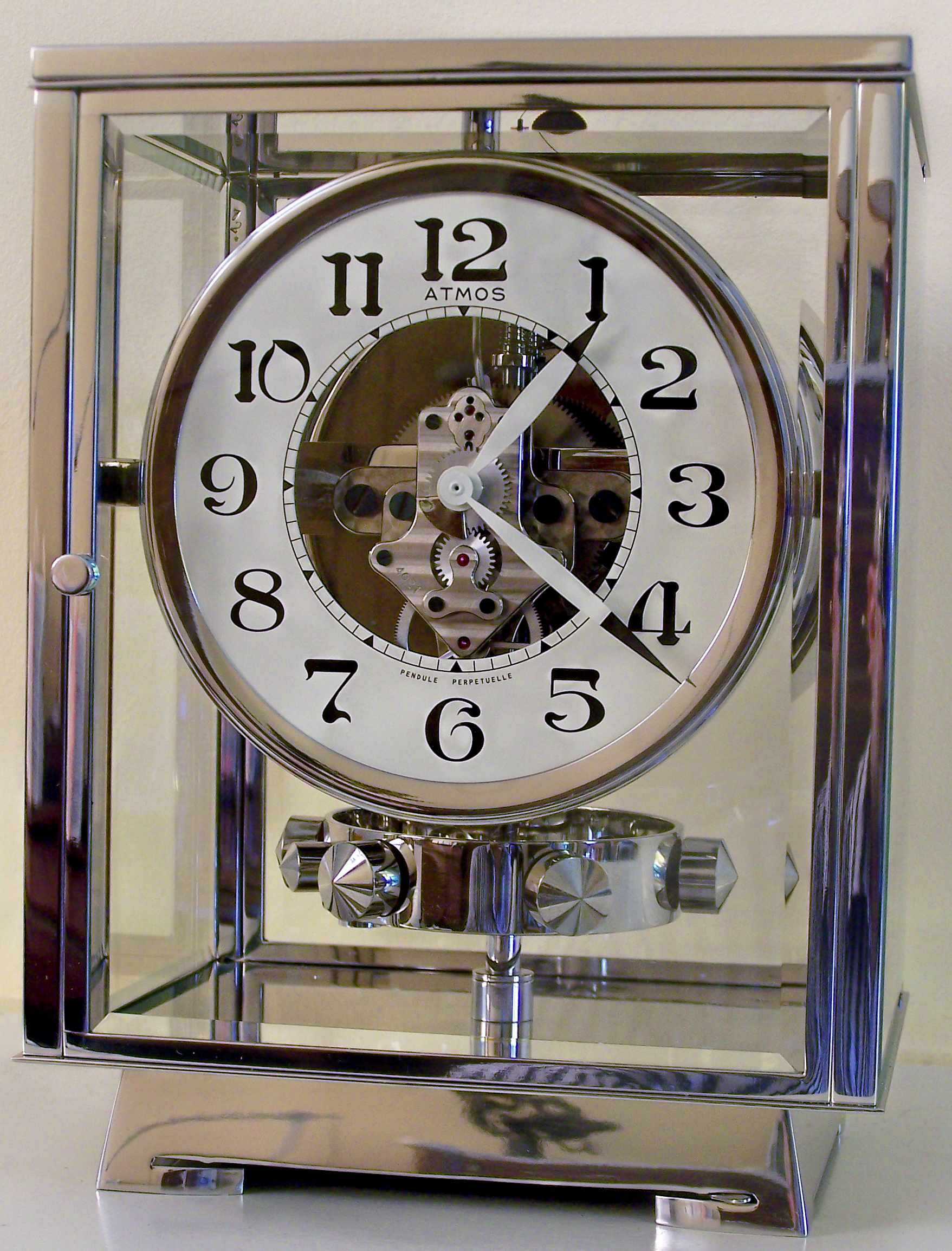
Zegar stołowy z wahadłem torsyjnym (widocznym pod tarczą zegara)

Wahadło torsyjne – kątowy odpowiednik liniowego oscylatora harmonicznego. Może być zrealizowany poprzez zawieszenie krążka na nieruchomym pręcie. Skręcenie wahadła o kąt {\displaystyle \theta } powoduje powstanie momentu siły dążącego do przywrócenia krążka do położenia równowagi. Wahadło torsyjne jest odpowiednikiem liniowego oscylatora harmonicznego, gdyż moment siły jest proporcjonalny do wartości kąta w pierwszej potędze zgodnie z formułą:
{\displaystyle M=-\kappa \theta ,}
gdzie stała {\displaystyle \kappa } nazywana jest momentem kierującym i zależy od materiału, z którego wykonany jest pręt oraz jego długości i średnicy. Powyższe równanie jest analogiczne do prawa Hooke’a, więc możemy z niego wyprowadzić wzór na okres drgań wahadła torsyjnego poprzez zastąpienie stałej sprężystości k przez moment kierujący {\displaystyle \kappa } oraz masę m przez moment bezwładności I krążka.
{\displaystyle T=2\pi {\sqrt {\frac {I}{\kappa }}},}
gdzie:
{\displaystyle T} – okres,
{\displaystyle I} – moment bezwładności krążka,
{\displaystyle \kappa } – moment kierujący.
Przyspieszenie liniowe wahadła torsyjnego jest proporcjonalne do wartości kąta, lecz przeciwnie skierowane co do znaku. Jest to analogia przyspieszenia dla liniowego oscylatora harmonicznego:
{\displaystyle \alpha =-\omega ^{2}\,\theta ,}
gdzie:
{\displaystyle \alpha } – przyspieszenie kątowe,
{\displaystyle \omega } – częstość kołowa,
{\displaystyle \theta } – wychylenie z położenia równowagi krążka.
Pomiar okresu wahadła torsyjnego działającego w oparciu o skręcanie drutu, pozwala na wyznaczenie modułu sprężystości materiału, z którego wykonany jest drut.
Wahadłem torsyjnym jest również balans, stosowany jako podstawowy element odmierzający czas w mechanicznych zegarkach ręcznych i kieszonkowych oraz w większości zegarów stołowych. Oś balansu obraca się na dwóch łożyskach, elementem sprężystym jest sprężyna zwana włosem. W tzw. zegarach rocznych, wymagających nakręcania tylko raz w roku, wahadło torsyjne ma postać ciężkiego metalowego pierścienia lub ozdobnych kul zawieszonych na sprężystym drucie.